# Lille, Belgien
Lille (nederländskt uttal: [ˈlɪlə]) är en kommun i provinsen Antwerpen i regionen Flandern i Belgien. Kommunen har cirka 16 564 invånare (2020).